# Paucas (distrito)

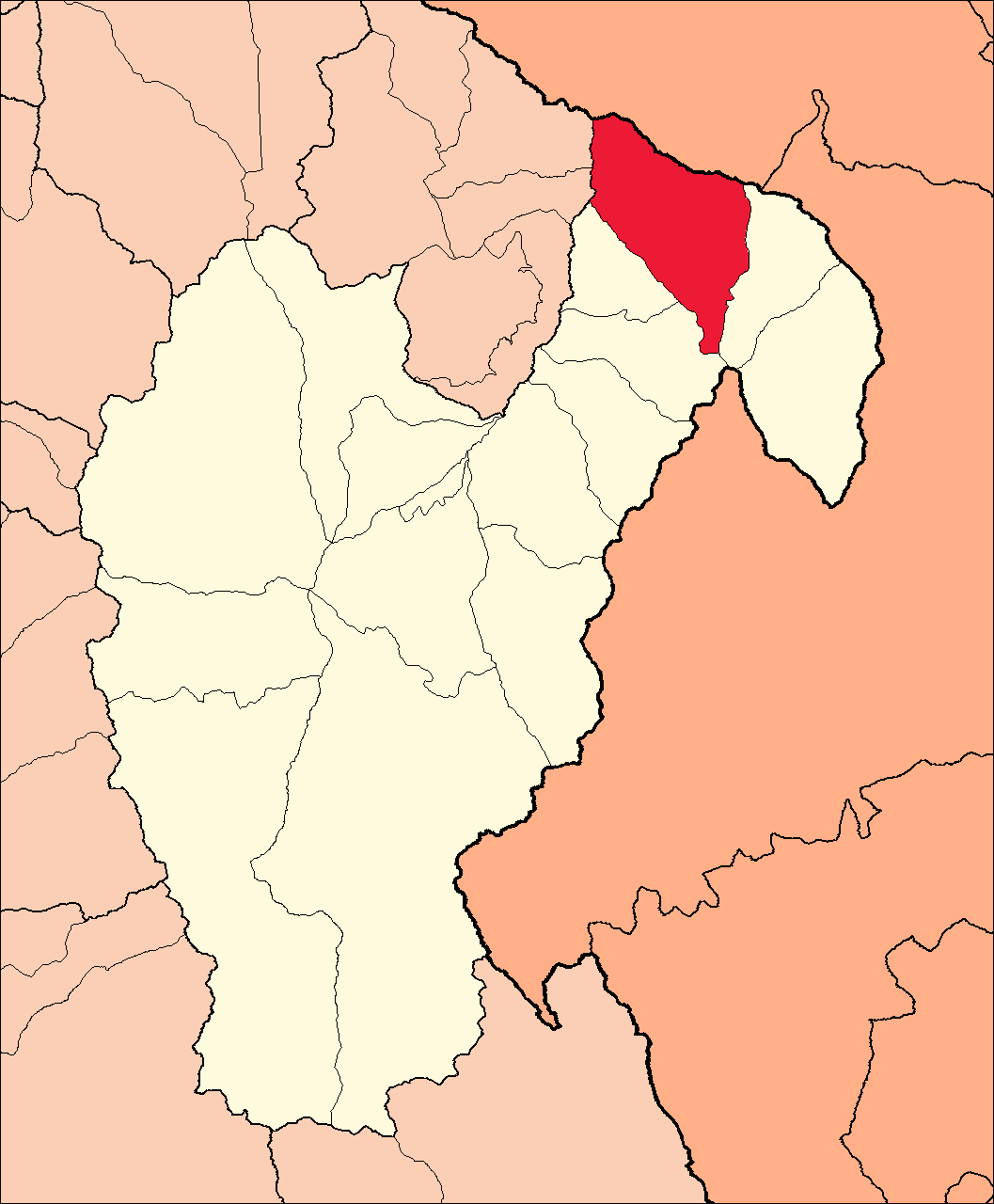
El território de Paucas en Peru

Paucas é um distrito peruano localizado na Província de Huari, departamento Ancash. Sua capital é a cidade de Paucas.

## Transporte
O distrito de Paucas é servido pela seguinte rodovia:
- PE-14A, que liga o distrito de Huaraz à cidade de Rupa-Rupa (Região de Huánuco)[2][3][4]